# Entobdella guberleti
Entobdella guberleti är en plattmaskart. Entobdella guberleti ingår i släktet Entobdella och familjen Capsalidae. Inga underarter finns listade i Catalogue of Life.